# Carlo Cottarelli
Carlo Cottarelli (né en 1954 à Crémone) est un économiste et homme politique italien.
Le 27 mai 2018, après la renonciation de Giuseppe Conte, il est convoqué au palais du Quirinal par le président de la République, Sergio Mattarella, pour une désignation comme président du Conseil des ministres qui intervient le 28 mai 2018. Le 31 mai 2018 au soir, il remet son mandat au président Sergio Mattarella à la suite d’un nouvel accord sur la composition d'un gouvernement « politique » conduit par Giuseppe Conte sous la bannière de la coalition Mouvement 5 étoiles-Ligue.
Il est sénateur de Lombardie entre 2022 et 2023.

## Biographie

### Parcours professionnel
Diplômé ès sciences économiques et bancaires auprès de l'université de Sienne, il obtient un master d'économie à la London School of Economics. De 1981 à 1987, il travaille au service Études de la Banque d'Italie puis à l'Eni de 1987 à 1988.
En septembre 1988, il travaille pour le Fonds monétaire international.
En novembre 2013, lui est confiée la charge de commissaire à la révision de la dépense publique par le gouvernement Letta.
Il est surnommé « Monsieur Ciseaux » en Italie du fait de ses actions en faveur de politiques d'austérité.
Aux élections générales italiennes du 25 septembre 2022, il est élu sénateur pour la Région Lombardie.

### Crise politique de 2018

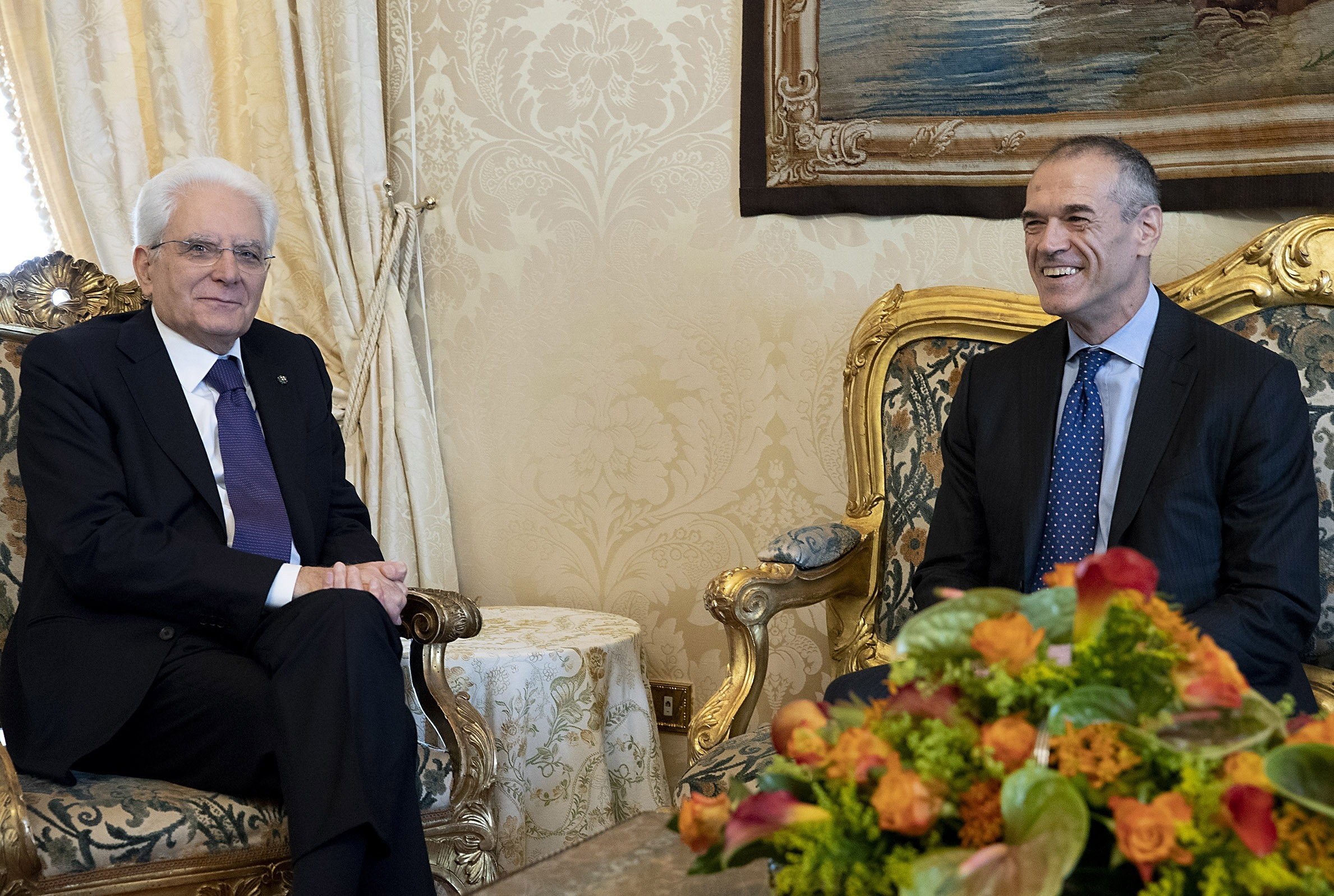
Carlo Cottarelli (à droite) et le président de la République Sergio Mattarella (à gauche), à la sortie d'un entretien au cours duquel il a été chargé par ce dernier de former un gouvernement.

À la suite des élections générales italiennes de 2018, le 28 mai 2018,  le président de la République Sergio Mattarella lui confie le mandat former un gouvernement « neutre ». Cottarelli, qui accepte « avec réserve », annonce qu'il se présentera devant le Parlement avec un programme qui porte l'Italie aux élections générales début 2019, s'il obtenait la confiance, ou en septembre 2018 en cas de défiance. Il précise qu'il ne se présentera pas lors des prochaines élections.
Le 29 mai, des sources annoncent des élections anticipées pour le 29 juillet et le renoncement de Cottarelli de former un gouvernement. Pour sa part, Matteo Salvini estime qu'une telle date pour le scrutin aurait un « effet perturbateur ». Un nouvel entretien se tient le 30 mai.
La formation d'un nouveau gouvernement technique est alors gelée et Luigi Di Maio déclare être prêt à un compromis avec le président en vue de former un gouvernement. Celui-ci, qui avait demandé la destitution du président de la République italienne, affirme que Salvini n'y était pas favorable.
Le 31 mai, le M5S et la Ligue annoncent un accord pour la formation d'un gouvernement entre leurs deux formations. Cottarelli renonce le soir même à former un gouvernement.

### Vie privée
Époux de Miria Pigato, également économiste, il est père de deux enfants.

## Ouvrages
- La lista della spesa: la verità sulla spesa pubblica italiana e su come si può tagliare, Rome, Feltrinelli, 2015  (ISBN 978-88-07-17291-5).
- Il macigno: perché il debito pubblico ci schiaccia e come si fa a liberarsene, Rome, Feltrinelli, 2016  (ISBN 978-88-07-17302-8).